# Raphael Soriano
Raphael S. Soriano (* 1. August 1904 in Rhodos, Griechenland; † 21. Juli 1988 in Claremont, Kalifornien) war ein bedeutender US-amerikanischer Architekt und Regionalplaner. Er wirkte überwiegend in Kalifornien.

## Leben
Soriano besuchte das College Saint-Jean-Baptiste, bevor er 1924 in die Vereinigten Staaten emigrierte. 1929 immatrikulierte er an der University of Southern California School of Architecture, die er 1934 abschloss. 1930 wurde er US-amerikanischer Staatsbürger. 1961 wurde er Ehrenmitglied (FAIA) des American Institute of Architects.

## Bedeutung
Er definierte den Modernismus in den USA, eine Architekturperiode des 20. Jahrhunderts. Sie wurde 1933 durch die New Deal Reformen von Franklin D. Roosevelt initiiert und endete um 1960 durch die politischen Repressionen des Kalten Kriegs. Raphael Sorianos Rolle war zentral für die Entwicklung des modernen kalifornischen Stahlhauses. Soriano ist mit seinem 1950 geplanten Case Study House einer der Case Study House-Architekten in Los Angeles. Soriano plante, baute und erforschte industriell vorgefertigte Stahl- und Aluminium-Bausysteme für den Wohnungs- und Bürobau. Sorianos Stahlhäuser gelten als Ikonen für dreißig Jahre gesellschaftlicher, wirtschaftlicher und technologischer Modernisierung in Amerika. Einer seiner Schüler war Pierre Koenig (1925–2004).

## Werke (Auswahl)
- 1949–50: Alexandra Curtis / David Noyes House (Experimental House), Bel Air, Los Angeles[2]

## Schriften
- Soriano, Raphael. Substance and function in architecture.Oral History Program, University of California, Los Angeles, 1988